# Catedral de San Antolín (Pamiers)
La catedral de San Antolín o simplemente catedral de Pamiers (en francés: Cathédrale Saint-Antonin) es una catedral católica de Francia ubicada en la ciudad de Pamiers, en el departamento de Ariege. Es la sede de la diócesis de Pamiers y Mirepoix Couserans.
Originalmente dedicada a san Juan Bautista y a san Juan Evangelista, la iglesia se llamó de santa María de Mercadal (es decir, "del mercado") en 1384 antes de ser elevada a catedral en 1499. El edificio está dedicada a San Antolín (Antonino).
Este edificio e objeto de una clasificación que le brinda protección como monumento histórico desde el 9 de agosto de 1906.

## Véase también

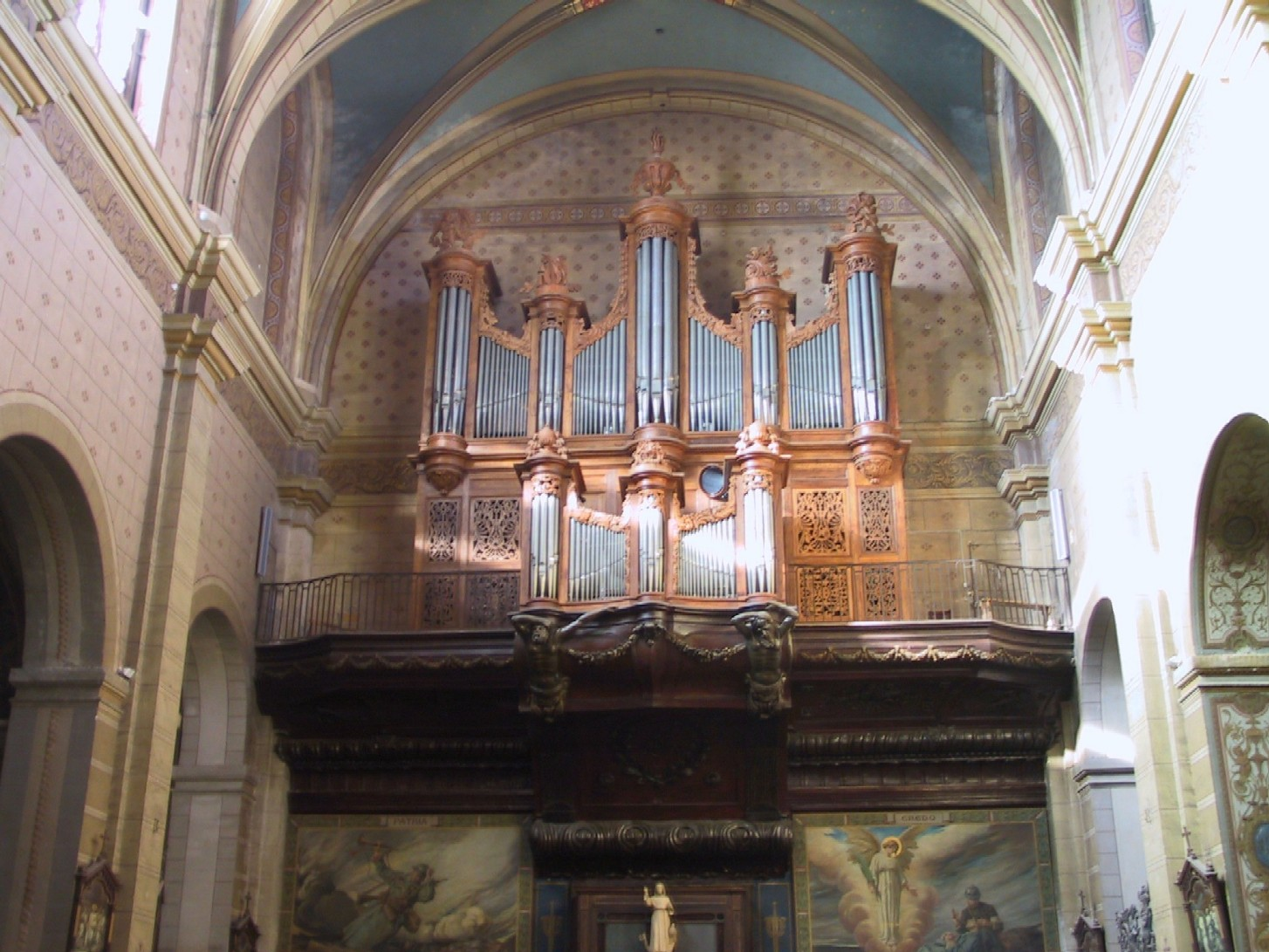
Vista interna